# 郁秀
郁秀（1974年—），中国大陆作家，福州永泰县人，是1970年代以后中國作家的重要代表之一。

## 生平
郁秀祖籍中国上海，16岁创作的长篇小说《花季雨季》风靡全国，发行量逾百万册，同时获中宣部“五个一工程”奖、国家国书奖提名奖、宋庆龄儿童文学奖、全国优秀儿童文学奖等多个奖项，并被改编为同名电影、电视剧、广播剧、连环画等，还出版了盲文版。
- 1974年生于福建福州，
- 1984年随父母移居深圳，
- 1993年进深圳大学就读，
- 1995年赴美念商学，
- 1999年毕业于加州州立大学。

## 作品列表
- 花季雨季（1990年）
- 太阳鸟（2000年8月）
- 美国旅店（2004年）